# Heptanez

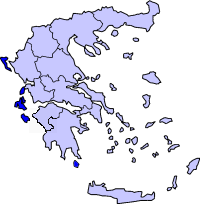
Heptanesia

Heptanez, mai rar Heptanesia, (în greacă Επτάνησα / Eptánisa) este un termen care desemnează regiunea Insulelor Ionice, din Grecia. Termenul a fost format în epoca dominației venețiene, din  cuvântul vechi grecesc ἑπτά, transcris: heptá, „șapte” și din cuvântul grec modern νησιά:  „insule”, această regiune cuprinde șapte insule principale:
- cele șase insule insule ioniene propriu zise: 
  - Corfu (în grecește : Κέρκυρα, Kérkyra), având capitala la Corfu.
  - Paxos / Paxoi (Παξοί)
  - Lefkada / Leucada (Λευκάδα, mai demult Insula Sfânta Maura), având capitala la: Lefkada / Leucada.
  - Cefalonia (Κεφαλληνία sau Κεφαλλονιά), având capitala la  Argostoli (Αργοστόλι).
  - Itaca (Ιθάκη) sau Θεάκι (Theáki), având capitala la Vathy (Βαθύ).
  - Zakynthos (Ζάκυνθος) sau Zante, având capitala la Zante.
- iar, în sudul Peloponezului :
  - Cythera (Κύθηρα), având capitala Cythera, alipită printr-un acord Insulelor Ionice.

## Istoric
Aceste insule au avut o istorie separată, până când au căzut, în mod progresiv, sub dominația Republicii Veneția:  Corfu din 1387, Cythera în 1393, Zante în 1482, Cefalonia și Itaca, un an mai târziu, în 1483, și, în sfârșit, Leucada în 1502. După 1669,  și cucerirea Cretei de Imperiul Otoman, Heptanezul a făcut parte integrantă din Stato da Màr venețian în Grecia.
În 1797, Franța obține Heptanezul prin Tratatul de la Campo Formio, pe care le transformă în trei departamente franceze din Grecia. Trei ani mai târziu, în 1800, aceste insule vor forma Republica celor Șapte Insule, care va deveni Republica Insulelor Ioniene sub protectorat britanic în 1814.
În 1864, aceste insule vor intra în componența Greciei, prin Tratatul de la Londra  și vor forma, de atunci încoace, periferia Insulelor Ionice
În epoca modernă, Cythera s-a declarat desprinsă administrativ de periferia Insulelor Ioniene, pentru a se alipi Nomarhiei Pireului, împreună cu insulele din Golful Saronic.